# Списък на реките в Мичиган
Списъкът на реките в Мичиган включва основните реки, които текат в щата Мичиган, САЩ.
Всички реки в щата се вливат в Големите езера, които чрез река Сейнт Лорънс се оттичат в Атлантическия океан.

## По водосборен басейн
Езеро Ери
- Хурон
- Рейсинг
- Детройт
- Отава

Езеро Хюрън
- Сагино
  - Шиуаси
    - Кейс Ривър

  - Титабоуаси
- О Сейбъл Ривър
- Блек Ривър

Езеро Мичиган
- Манисти
- Мускегон
- Гранд Ривър
  - Мейпъл Ривър
- Каламазу
- Сейнт Джоузеф
- Меномини
  - Мичигами
- Есканаба
- Форд Ривър

Горно езеро
- Онтонагон

## По азбучен ред
- Блек Ривър
- Гранд Ривър
- Детройт
- Есканаба
- Каламазу
- Кейс Ривър
- Манисти
- Мейпъл Ривър
- Меномини
- Мичигами
- Мускегон
- Онтонагон
- О Сейбъл Ривър
- Отава
- Рейсин Ривър
- Сагино
- Сейнт Джоузеф
- Титабоуаси
- Форд Ривър
- Хурон
- Шиуаси